# Dano patrimonial
O dano patrimonial, para efeito de responsabilidade civil, é toda lesão nos interesses de outrem. É toda lesão nos interesses sejam de ordem patrimonial, quer seja de caráter não patrimonial.
O dano patrimonial é a lesão concreta que afeta um interesse relativo ao patrimônio da vítima, consistente na perda ou deteriorização, total ou parcial, dos bens materiais que lhe pertencem, sendo suscetível de avaliação pecuniária e de indenização pelo responsável. Abrangem os danos emergentes (o que o lesado efetivamente perdeu) e o lucros cessantes (o aumento que seu patrimônio teria, mas deixou de ter, em razão do evento danoso).

## Quantificação do dano patrimonial
O dano patrimonial mede-se pela diferença entre valor atual do patrimônio da vítima e aquele que teria, no mesmo momento, se não houvesse a lesão. O dano, portanto, estabelece-se pelo confronto entre o patrimônio real existente após o prejuízo e o que provavelmente existiria se a lesão não tivesse produzido.
O dano corresponderia à perda de um valor patrimonial, pecuniariamente determinado. O dano patrimonial é avaliado em dinheiro e aferido pelo critério diferencial. Mas, às vezes, não se faz necessário tal cálculo, se for possível a restituição ao status quo ante por meio de uma reconstituição natural.